# Vertiente
Vertiente, en la
geomorfología, es una superficie inclinada, situada entre los puntos  o puntos  del relieve (picos, crestas, bordes de cerros o mesetas) y los bajos (pies de vertiente, vaguadas o valles, cauces).

## Características de valles y vertientes
Los valles se caracterizan por las formas de sus vertientes (secciones transversales). El perfil de  una vertiente puede ser regular o irregular (es decir, con rupturas de pendiente), resultado de la acción de la erosión sobre una litología concreta, variando a lo largo de la historia geológica según las condiciones paleoclimáticas y la fitoestabilización (presencia de cobertura vegetal y suelos más o menos desarrollados).

Una vertiente se caracteriza por:
- su altura y longitud, que determinan su desnivel o pendiente;
- su perfil regular o irregular (presencia de bancos, de terrazas fluviales); las pendientes reguladas o vertientes de Richter (que llevan el nombre de un geomorfólogo suizo) son las vertientes rectilíneas y claramente inclinadas, de 25 a 35°, sin rupturas de pendiente;[1]
- su superficie: suelo, afloramientos rocosos, pedreros;
- su exposición al sol: solana o umbría;
- su vegetación (cliserie -escalonamiento por pisos-);
- su aprovechamiento humano (terrazas para cultivo, trazado de las vías de comunicación, etc.);

## Cuenca hidrográfica y vertiente hidrográfica
El conjunto de las vertientes que desaguan a través de un mismo elemento, ya sea un sumidero, un río, un lago o un mar se conoce como cuenca vertiente o cuenca hidrográfica. Y al conjunto de todas las cuencas que desaguan en el mismo mar se le llama vertiente hidrográfica.
También se le suele llamar vertiente o manantial al escape de agua a la superficie de las napas subterráneas.